# Flabellammina
Flabellammina es un género de foraminífero bentónico de la subfamilia Flabellammininae, de la familia Lituolidae, de la superfamilia Lituoloidea, del suborden Lituolina y del orden Lituolida. Su especie tipo es Flabellammina alexanderi. Su rango cronoestratigráfico abarca el Cretácico.

## Discusión
Clasificaciones previas incluían Flabellammina en el suborden Textulariina del orden Textulariida, o en el orden Lituolida sin diferenciar el suborden Lituolina.

## Clasificación
Se han descrito numerosas especies de Flabellammina. Entre las especies más interesantes o más conocidas destacan:
- Flabellammina alexanderi †
- Flabellammina jacksoni †

Un listado completo de las especies descritas en el género Flabellammina puede verse en el siguiente anexo.